# Чашкасола
Чашкасола (мар. Чашка) — деревня в Новоторъяльском районе Республики Марий Эл. Входит в состав Чуксолинского сельского поселения.

## География
Находится в северо-восточной части республики Марий Эл на расстоянии приблизительно 8 км по прямой на северо-восток от районного центра посёлка Новый Торъял.

## История
Известна с 1836 года, когда здесь числилось 5 дворов, 39 жителей, в 1859 году — 7 дворов, 100 жителей, в 1884 году — 15 дворов, 83 человека. В 1905 году в починке Чашкасола насчитывалось 14 дворов, 81 житель, в 1925 году 18 дворов и 93 жителя. В 1948 году в деревне числилось 28 дворов, проживали 129 человек, в 1990 году 14 дворов, 31 житель. В 2002 году осталось 11 дворов. В советское время работали колхозы «Чашкер» и «Ужара».

## Население
Население составляло 37 человек (мари 100 %) в 2002 году, 35 в 2010.